# پیچ اشتباه
پیچ اشتباه (انگلیسی: Wrong Turn) فیلمی در ژانر ترسناک و اسلشر به کارگردانی راب اشمیت است که در سال ۲۰۰۳ منتشر شد.

## بازیگران
- دزموند هرینگتون
- الیزا دوشکو
- امانوئل چریکی
- جرمی سیستو
- کوین زیگرز
- لیندی بوت
- جولیان ریچینگز
- وین رابسن